# Samospráva Jihočeského kraje
Jihočeský kraj jako vyšší územní samosprávný celek má podle zákona o krajích právo na samosprávu, která se týká různých odvětví. Mezi ně patří například školství, doprava, nebo zdravotnictví. Jeho dalšími pravomocemi je suverénní vystupování v právních vztazích, vydávání vyhlášek a předpisů a v neposlední řadě hospodaření s krajským majetkem. Správa kraje je vykonávána orgány kraje, a to krajským úřadem, zastupitelstvem kraje, radou kraje a hejtmanem.
Kraj vznikl spolu s ostatními kraji na základě článku 99 a následujících Ústavy České republiky s přijetím ústavního zákona č. 347/1997 Sb. o vytvoření vyšších územních samosprávných celků a o změně ústavního zákona České národní rady č. 1/1993 Sb., který vstoupil v platnost 1. ledna 2000. Zákon také vymezil sedm okresů na území Jihočeského kraje – České Budějovice, Český Krumlov, Jindřichův Hradec, Písek, Prachatice, Strakonice a Tábor.
Kompetence autonomní správy a vedení kraje vychází ze zákona č. 129/2000 Sb., který nabyl účinnosti 12. listopadu 2000 společně s první volbou do krajských zastupitelstev. Kraj se původně jmenoval Budějovický, jeho název se však společně s třemi dalšími kraji (Jihomoravský, Moravskoslezský a Vysočina) změnil přijetím novelizačního ústavního zákona č. 176/2001 Sb.

## Vývoj veřejné správy

### První republika

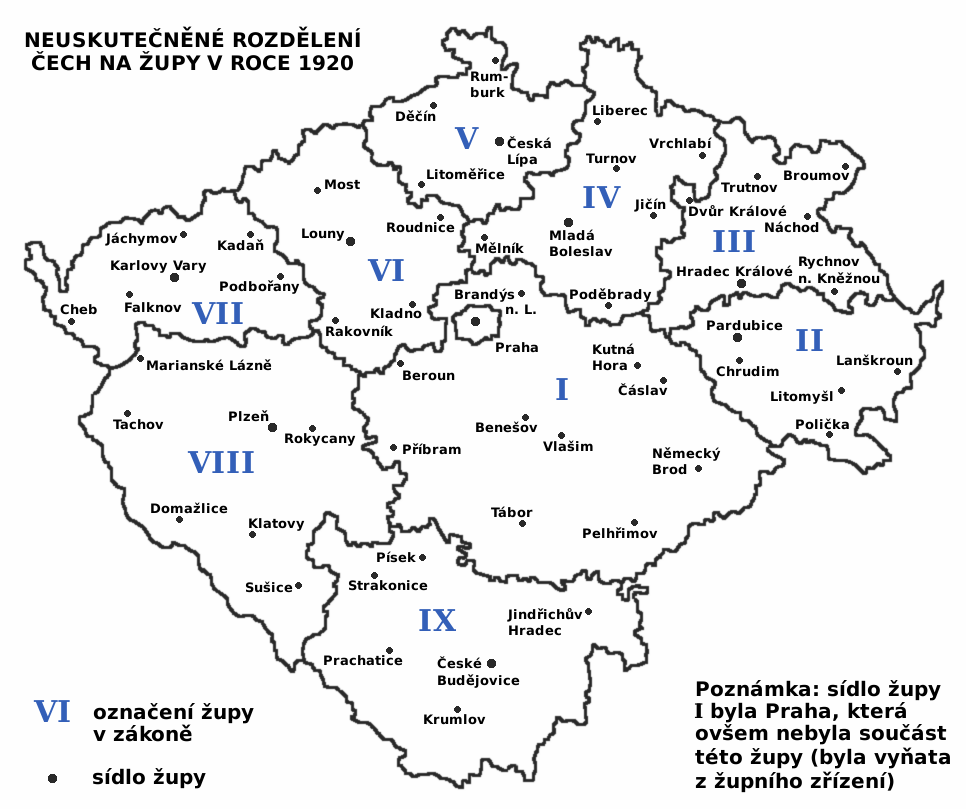
Návrh českých žup z roku 1920

Po vzniku Československa byla převzata organizační struktura z Rakousko-Uherska. Veřejná správa tím pádem byla prováděna na úrovní obecní, okresní a zemské. Celé území Jihomoravského kraje tak spadalo do kompetencí českého zemského správního výboru.
Na základě zákona č. 126/1920 Sb., o zřízení župních a okresních úřadů v republice Československé, měly vzniknout samosprávné jednotky, které by rozdělovaly Československo do 21 žup (s výjimkou Prahy), přičemž území dnešního Jihočeského kraje by pokrývala Českobudějovická župa, jihozápadní část Pražské župy a jihovýchodní část Plzeňské župy. Zákon však vstoupil v platnost pouze na Slovensku 1. ledna 1923 a v Česku byl stále odkládán a v platnost nevstoupil nikdy.
Dne 1. ledna 1928 vstoupil v platnost zákon č. 125/1927 Sb., o organizaci politické správy, který nahradil župní zákon a reformoval zemské zřízení, ale dále zachovával územní strukturu z Rakousko-Uherska (kromě nové země Moravskoslezské, která vznikla spojením zemí Moravské a Slezské.)

### Druhá republika a protektorát
Mezi roky 1938 a 1945 spadala část území dnešního Jihočeského kraje do pohraničí připojené k Německé říši.
Během Protektorátu byly Čechy a Morava rozděleny do 19 oberlandrátů, pod které spadala správa těchto oblastí.

### Poválečné období a socialistické Československo
Vládním nařízením č. 4/1945 Sb. veřejná správa spadala do kompetencí místních, okresních a zemských výborů. Zákonem č. 280/1948 Sb. byly zrušeny zemské národní výbory, byly vytvořeny krajské národní výbory a vznikl společně s dalšími 18 kraji Českobudějovický kraj, který se svojí rozlohou podobá dnešnímu Jihočeskému kraji.
V roce 1960 bylo předchozí krajské uspořádání přijetím zákona 36/1960 Sb. nahrazeno. Vzniklo tak 10 krajů, včetně kraje Jihočeského a byly také určeny okresy na jeho území, které přetrvávají dodnes. Kromě okresu Pelhřimov, který je nyní součástí Vysočiny, je území kraje velmi podobné tomu dnešnímu. V roce 1990 byly zrušeny dosavadní krajské výbory, ale tyto kraje stále existují jako formální územní jednotka dodnes.
Vedoucími tajemníky KV KSČ Jihočeského kraje byli:
- Josef Paleček – 1945 – 1950
- Jiří Hendrych – od 1953[10]
- Lubomír Štrougal – 1957[10] – 1959[11]
- Oldřich Pavlovský – ≤1960[12] – ≥1962[13]
- Jaroslav Trojan – 1963 – 22. březen 1968 (dočasné vedení: interbrigadista Leopold Hofman)
- Jan Duba – květen 1968 – květen 1969
- Jaroslav Hejna – 15. 5. 1969[10] – 1977
- František Pitra – 1977 – 1981
- Miroslav Slavík – od 1981 – revoluce

Vedle nich působili i předsedové krajského národního výboru Jihočeského kraje jakožto představitelé státní správy kraje.

## Krajské volby
V Jihočeském kraji lze pozorovat silnou pozici dvou tradičních politických stran – ODS a ČSSD. ODS v tomto kraji vždy převyšovala celorepublikový průměr, z čehož plyne i její přítomnost ve třech koalicích a dvakrát zajištěný post hejtmana. Sociální demokracie byla součástí koalice dokonce čtyřikrát a z toho třikrát získala křeslo pro hejtmana/hejtmanku.
Zajímavostí tohoto kraje je nepřítomnost SPD/SPO v krajském zastupitelstvu po volbách v roce 2016, kdy se jeden z těchto subjektů (nebo jejich společná kandidátka) dostal do zastupitelstev v deseti krajích. Kromě Jihočeského kraje nepřekročili pětiprocentní hranici ani ve Středočeském a v Pardubickém kraji.
Další řádný termín voleb do krajského zastupitelstva se konal v roce 2020.

### Krajské volby v roce 2000
Volby v roce 2000 vyhrála s více než 25 % hlasů ODS, která také získala post hejtmana pro Jana Zahradníka. Koalici utvořila společně s Čtyřkoalicí a ČSSD (celkem 37 mandátů). V jedenáctičlenné radě tedy zasedli čtyři zástupci ODS, čtyři zástupci Čtyřkoalice a dva zástupci ČSSD.

### Krajské volby v roce 2004
O čtyři roky později se opět vítězem voleb stala ODS (44,19 %), která se na vedení rady dohodla s KDU-ČSL (celkem 33 zastupitelů). Sedm křesel obsadil vítěz voleb, tři křesla připadla KDU-ČSL a jedenácté křeslo bylo na nabídnuto lídrovi kandidátky SNK, aniž by se strana podílela na koalici. Hejtmanem se opět stal Jan Zahradník.

### Krajské volby v roce 2008
Krajské volby v Jihočeském kraji zaznamenaly v roce 2008 zatím největší volební účast (40,78 %) a vítězem se stala ČSSD se ziskem 33,80 %. Koalice nakonec vznikla s druhým v pořadí, kterým byla ODS (29,63 %). Sociální demokracie obsadila sedm míst v radě a hejtmanem se stal Jiří Zimola. ODS měla v radě zastoupení zbylých čtyř křesel. Tato velká koalice získala celkem 41 zastupitelů.

### Krajské volby v roce 2012
Volby v roce 2012 opět opanovala ČSSD (27,99 %), která vytvořila koalici s KSČM (19,37 %). Hejtmanem se stal opět Jiří Zimola a ČSSD získala v radě osm křesel, zatímco KSČM tři. Koalice měla celkem 31 zastupitelů.

### Krajské volby v roce 2016
Po krajských volbách v roce 2016 Radu kraje tvořila ČSSD, ANO a Jihočeši 2012 (celkem 31 zastupitelů). Hejtmanem se stal Jiří Zimola (ČSSD). V dubnu příštího roku se však tato koalice rozpadla a vznikla nová na základě domluvy ČSSD, PRO JIŽNÍ ČECHY - Starostové + HOPB + TOP 09, KDU-ČSL a Jihočeši 2012 (celkem 28 zastupitelů). Novou hejtmankou se stala Ivana Stráská (ČSSD).

### Výsledky voleb
|      | 4KOALICE    | ANO 2011    | ČSSD        | JIHOČEŠI 2012 | KDU-ČSL   | KSČM        | ODS         | PRO J.ČECHY=STAN+HOPB+TOP 09 | SNK        | TOP 09+STAN | CELKOVÝ POČET MANDÁTŮ | VOLEBNÍ ÚČAST |
| ---- | ----------- | ----------- | ----------- | ------------- | --------- | ----------- | ----------- | ---------------------------- | ---------- | ----------- | --------------------- | ------------- |
| 2000 | 13 (22,52%) | -           | 8 (13,43%)  | -             | -         | 12 (19,44%) | 16 (25,84%) | -                            | 6 (10,59%) | -           | 55                    | 34,13%        |
| 2004 | -           | -           | 7 (12,65%)  | -             | 6 (9,57%) | 12 (19,10%) | 27 (44,19%) | -                            | 3 (5,04%)  | -           | 55                    | 30,45%        |
| 2008 | -           | -           | 22 (33,80%  | -             | 4 (6,95%) | 10 (15,94%) | 19 (29,63%) | -                            | -          | -           | 55                    | 40,78%        |
| 2012 | -           | -           | 18 (27,99%) | 9 (14,57%)    | 4 (6,43%) | 13 (19,37%) | 8 (12,56%)  | -                            | -          | 3 (5,00%)   | 55                    | 38,59%        |
| 2016 | -           | 12 (17,67%) | 15 (22,55%) | 4 (5,80%)     | 4 (6,63%) | 7 (10,00%)  | 8 (12,67%)  | 5 (8.00%)                    | -          | -           | 55                    | 36,31%        |